# Fotonik

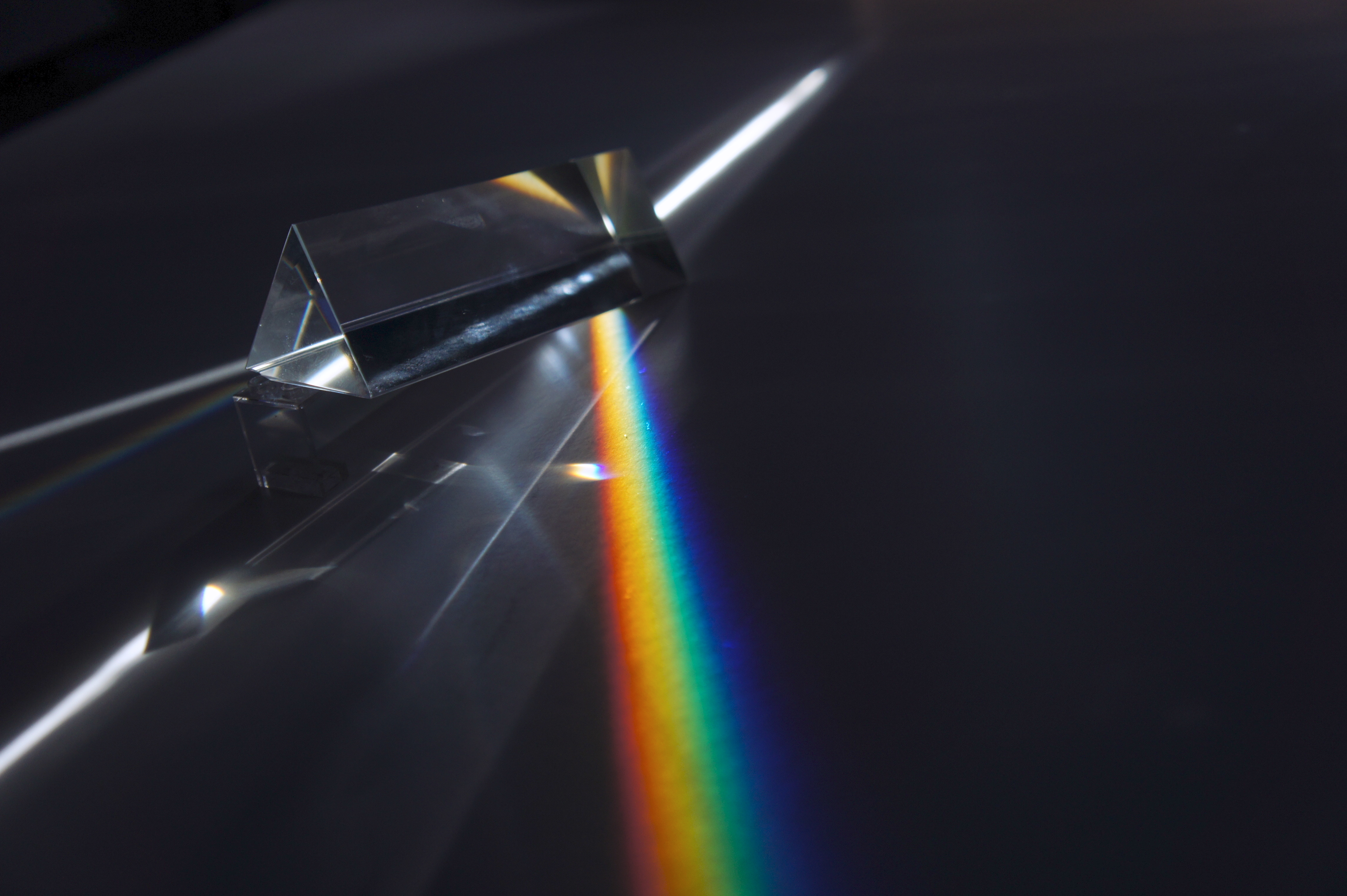
Spridning av ljus (fotoner) med ett prisma

Fotonik är en tillämpad vetenskap för att skapa, styra och registrera fotoner, med energier i eller nära det synliga området. Detta sker genom generering, detektering och manipulation av ljus i form av fotoner genom emission, transmission, modulering, signalbehandling, omkoppling, förstärkning och avkänning. Fotonik är nära besläktad med kvantelektronik, där kvantelektronik behandlar den teoretiska delen av den medan fotonik behandlar dess tekniska tillämpningar. Även om de täcker alla ljusets tekniska applikationer över hela spektrumet, är de flesta fotoniska applikationer inom området synligt och nära infrarött ljus. Termen fotonik utvecklades som en utväxt av de första praktiska lysdioder som uppfanns i början av 1960-talet och optiska fibrer som utvecklades på 1970-talet.

## Historik
Ordet "Photonics" kommer från det grekiska ordet "phos" som betyder ljus (som har genitiv skiftläge "foton" och i sammansatta ord används roten "foto-"). Det började användas i slutet av 1960-talet för att beskriva ett forskningsfält vars mål var att använda ljus för att utföra funktioner som traditionellt faller inom elektronikens typiska domän, såsom telekommunikation, informationsbehandling, etc.
En tidig användning av ordet var i ett brev från John W. Campbell i december 1954 till Gotthard Günther:
Jag har för övrigt bestämt mig för att uppfinna en ny vetenskap - fotonik. Det har samma förhållande till optik som elektronik har till elektroteknik. Fotonik, liksom elektronik, kommer att hantera de enskilda enheterna, medan optik och EE tar itu med gruppfenomenen! Och observera att du kan göra saker med elektronik som är omöjliga inom elektroteknik!
Fotonik som fält började med uppfinningen av masern och lasern 1958 till 1960. Andra utvecklingar följde: laserdioden på 1970-talet, optiska fibrer för att överföra information och den erbiumdopade fiberförstärkaren. Dessa uppfinningar utgjorde grunden för telekommunikationsrevolutionen i slutet av 1900-talet och gav infrastrukturen för Internet.
Även om det myntades tidigare, kom termen fotonik i allmänt bruk på 1980-talet då fiberoptisk dataöverföring antogs av operatörer av telekommunikationsnätverk. Vid den tiden användes termen flitigt på Bell Laboratories. Dess användning. bekräftades när IEEE Lasers and Electro-Optics Society etablerade en arkivtidskrift vid namn Photonics Technology Letters i slutet av 1980-talet.
Under perioden fram till dot-com-kraschen omkring 2001 var fotonik ett område som till stor del fokuserade på optisk telekommunikation. Fotonik täcker dock ett stort antal vetenskaps- och tekniktillämpningar, som lasertillverkning, biologisk och kemisk avkänning, medicinsk diagnostik och terapi, displayteknik och optisk datoranvändning. Ytterligare tillväxt av fotonik är sannolik om nuvarande kiselfotonikutveckling är framgångsrik.

## Tillämpningar
Tillämpningar av fotonik finns överallt. Den kan tillämpas inom alla områden från vardagslivet till den mest avancerade vetenskapen, till exempel ljusdetektion, telekommunikation, informationsbehandling, solceller, fotonisk beräkning, belysning, metrologi, spektroskopi, holografi, medicin (kirurgi, synkorrigering, endoskopi, hälsoövervakning), biofotonik, militärteknologi, lasermaterialbearbetning, konstdiagnostik (såsom infraröd reflektografi, röntgenstrålning, ultraviolett fluorescens, XRF), jordbruk och robotteknik.
Precis som tillämpningar av elektronik har expanderat dramatiskt sedan den första transistorn uppfanns 1948, fortsätter de unika tillämpningarna av fotonik att dyka upp. Ekonomiskt viktiga tillämpningar för fotoniska halvledarenheter inkluderar optisk datainspelning, fiberoptisk telekommunikation, laserutskrift (baserat på xerografi), displayer och optisk pumpning av högeffektlasrar. De potentiella tillämpningarna av fotonik är praktiskt taget obegränsade och inkluderar kemisk syntes, medicinsk diagnostik, on-chip datakommunikation, sensorer, laserförsvar och fusionsenergi, för att nämna flera intressanta ytterligare exempel.
- Konsumentutrustning: streckkodsläsare, skrivare, CD/DVD/Blu-ray-enheter, fjärrkontrollenheter
- Telekommunikation: fiberoptisk kommunikation, optisk nedkonverterare till mikrovågsugn
- Förnybar energi: Solenergisystem
- Medicin: korrigering av dålig syn, laserkirurgi, kirurgisk endoskopi, tatueringsborttagning
- Industriell tillverkning: användning av lasrar för svetsning, borrning, skärning och olika metoder för ytmodifiering
- Konstruktion: lasernivellering, laseravståndsmätning, smarta strukturer
- Flyg: fotoniska gyroskop som saknar mobila delar
- Militär: IR-sensorer, kommando och kontroll, navigering, sök och räddning, minläggning och upptäckt
- Underhållning: lasershower, stråleffekter, holografisk konst
- Informationsbearbetning
- Passiv strålningskylning dagtid
- Sensorer: LIDAR, sensorer för hemelektronik
- Metrologi: tids- och frekvensmätningar, avståndsmätning
- Fotonisk beräkning:[5] klockdistribution och kommunikation mellan datorer, kretskort eller inom optoelektroniska integrerade kretsar och i framtiden: kvantberäkning

Mikrofotonik och nanofotonik inkluderar vanligtvis fotoniska kristaller och solid state-enheter.